# Альметьєвськ
Ельме́т, інколи Альме́тієвськ (тат. Әлмәт, рос. Альметьевск) — місто республіканського підпорядкування в Татарстані. Розташоване на лівому березі річки Степового Заю (ліва притока Ками).
- Є залізнична станція, вузол автомобільних шляхів.
- Альметьєвськ — один з важливих центрів видобування нафти в Татарстані. Початковий пункт нафтопроводів Альметьєвськ — Нижній Новгород, Альметьєвськ — Перм.

## Населення
| Рік  | Кількість мешканців |
| ---- | ------------------- |
| 1939 | 3.094               |
| 1959 | 50.949              |
| 1970 | 87.092              |
| 1979 | 109.579             |
| 1989 | 129.008             |
| 2002 | 140.437             |
| 2010 | 146.393             |

## Відомі особистості

### Народилися
- Узбекова Дінара Галієвна (1933—2020) — татарська російська фармакологиня.